# Bratislava Business Center V
Bratislava Business Center 5 nebo BBC 5 je kancelářská budova na Plynárenské ulici č. 7 v Bratislavě, v městské části Ružinov, v lokalitě Prievoz. Situovaná je do tří vzájemně propojených bloků o rozloze téměř 31 000 m2. V bezprostřední blízkosti budovy se nachází 80 venkovních parkovacích míst, dalších 635 je ve dvou garážových podlažích pod budovou. Návštěvníci mohou také využít dalších 250 parkovacích míst v parkovacím domě na Plynárenské ulici.

## Charakteristika
Design budovy s prosklenou fasádou spojuje účelovost a čisté linie, zároveň se dobře začleňuje do rázu okolního prostředí. 

## Investor
Investorem je realitní investiční správcovská společnost Heitman. Součástí její slovenská portfolia jsou i Bratislava Business Center 3 a 4, CEOP a Aupark Tower.